# Penrhyn
Penrhyn, zvaný také Tongareva, je korálový atol v Polynésii, který je nejsevernějším ostrovem samosprávného území Cookovy ostrovy; nachází se téměř 1400 kilometrů od hlavního města Avarua. Laguna má rozlohu 233 km² (největší ze všech Cookových ostrovů) a dosahuje hloubky až 70 metrů, zatímco pevná zem zaujímá pouze 9,8 km². Počet lidí na ostrově se stále snižuje: v roce 1996 bylo napočítáno 604 obyvatel, kdežto v roce 2011 už jen 213. Nacházejí se zde dvě vesnice: Omoka, která je sídlem ostrovní rady, a Te Tautua. Obyvatelé jsou Polynésané, většina z nich se hlásí ke Křesťanské církvi Cookových ostrovů.

## Historie
Osídlení ostrova domorodci se datuje na konec 1. tisíciletí n. l.. Jako první Evropan zde přistál 8. srpna 1788 britský kapitán William Crofton Sever s lodí Lady Penrhyn, podle níž dostal také název, domorodé jméno Tongareva znamená „Tonga na nebesích“. V roce 1856 vznesly na ostrov nárok Spojené státy americké v rámci Guano Islands Act. Roku 1864 Penrhyn napadly lodě peruánských otrokářů a odvlekly okolo tisícovky místních obyvatel. V roce 1888 byl vyhlášen britský protektorát, roku 1901 se stal Penrhyn spolu s ostatními Cookovými ostrovy součástí Nového Zélandu a v roce 1965 získalo souostroví na základě referenda rozsáhlou vnitřní samosprávu. V roce 1980 byla uzavřena smlouva o vytyčení hranic, kterou se Američané definitivně vzdali územních požadavků na Penrhyn. Do historie atolu vyšel také pobyt spisovatele Roberta Louise Stevensona v roce 1890 a obsazení americkou armádou za druhé světové války, kdy zde bylo vybudováno letiště.

## Ekonomika
Penrhyn je plochý ostrov, nejvyšší bod dosahuje pouze pěti metrů nad mořem. Průměrná teplota činí 28 °C a roční úhrn srážek je 2130 mm. Půda je písčitá, vegetaci tvoří převážně pisonie, pandán a otočník, pěstuje se kokosovník ořechoplodý a chlebovník obecný. Ostrov je znám výrobou klobouků rito z kokosových vláken a produkcí černých perel, která však v 21. století značně poklesla v důsledku rozšíření vodního květu, významný je i rybolov.